# Andrea Alessi (scultore)

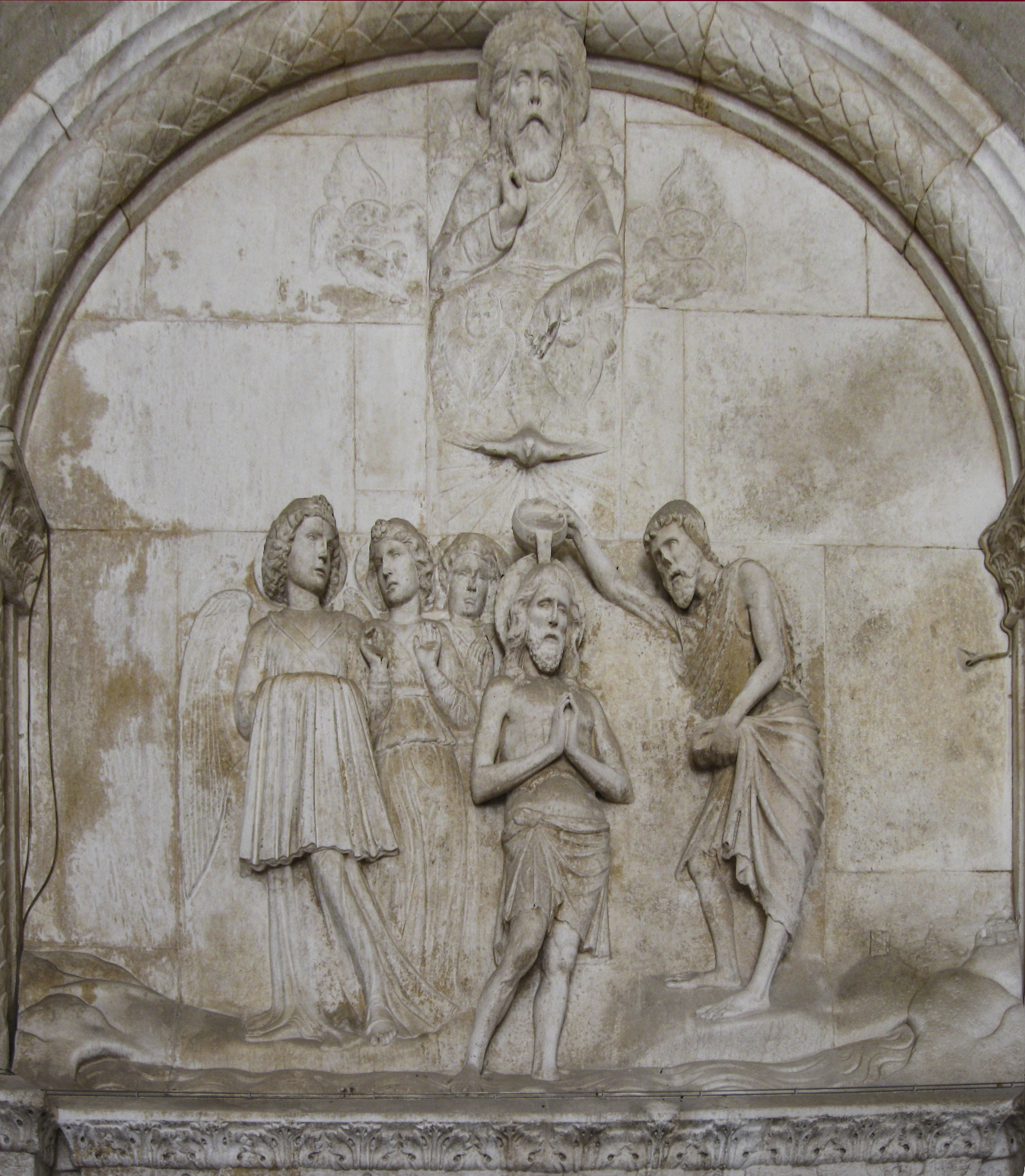
Battesimo di Gesù, Traù, vestibolo della cattedrale

Andrea Alessi, noto anche come Andrea Alessi di Durazzo, in albanese Andrea Aleksi, in croato Andrija Aleši (Alessio, 1425 – Spalato, 1505), è stato uno scultore e architetto italiano, attivo in Dalmazia nel XV secolo.

## Biografia
Andrea Alessi, figlio di Niccolò, nato ad Alessio o Durazzo, in Albania Veneta, nell'attuale Albania, ha vissuto la maggior parte della vita in Dalmazia tra Spalato, Traù, Zara, nei territori che furono dominio della Repubblica di Venezia.
Fu anche attivo tra il 1440 e il 1490 tra Venezia, Ancona e le Tremiti, dove realizzò sculture e operò come architetto.
Alessi fu discepolo di Giorgio Orsini da Sebenico.
Il suo lavoro più noto, realizzato insieme allo scultore e architetto fiorentino Niccolò di Giovanni Fiorentino attivo in quegli anni in Dalmazia, è l'espansione della cappella del Beato Giovanni di Traù nel 1468 e la scultura del relativo battistero.
Proprio come la Cattedrale di San Giacomo a Sebenico, era composta di grossi blocchi di pietra, caratterizzata da un'armonia dell'architettura e della scultura secondo gli ideali antichi.